# Lanital

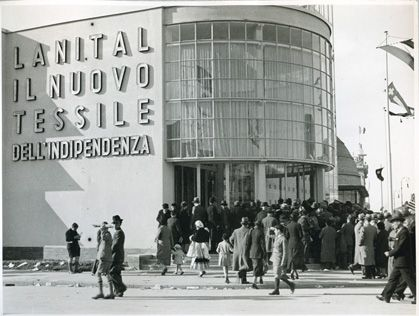
Padiglione della SNIA Viscosa alla Fiera Campionaria di Milano del 1936

Con il nome di Lanital, tra il 1937 e la fine della seconda guerra mondiale, fu commercializzata una fibra autarchica tratta dalla caseina, la proteina del latte.
L'industrializzazione era opera della SNIA Viscosa, che dava applicazione a una scoperta del 1935 ad opera dell'italiano Antonio Ferretti. In piena epoca di sanzioni economiche dopo la guerra d'Etiopia, il regime fascista diede grande risonanza al prodotto con un'opera di propaganda sull'autosufficienza dell'Italia (alla Lanital è dedicata la canzone Il miracolo della lana del 1937).
La Lanital viene classificata come una fibra proteica e ha una struttura molecolare molto simile alla lana, con risultati vicini anche per calore, morbidezza e mano tessile. Presenta anche il vantaggio di essere poco attaccabile dalle tarme. È tuttavia poco resistente all'usura.
Nel dopoguerra la SNIA tentò di migliorare il prodotto e di rilanciarlo con il nome commerciale di Merinova, ma nel frattempo lo sviluppo delle fibre chimiche, in primo luogo dell'acrilico, fece uscire dal mercato le fibre caseiniche.
Negli anni 2000, invece, questo materiale è stato riscoperto soprattutto per le sue qualità anallergiche, per la fabbricazione di prodotti per la prima infanzia o per chi ha forme di intolleranza per la lana e per le fibre sintetiche. Indumenti e filati per aguglieria in fibra di latte (normalmente in mescola con lana merino, o merino e cashmere) sono da allora prodotti con un certo successo da diverse aziende, occupando la fascia alta del mercato.